# Morgenrood (strijdlied)
Het lied Morgenrood behoort tot de klassiekers van het socialistische repertoire. Het werd voor de Tweede Wereldoorlog vaak aangeheven op socialistische bijeenkomsten en dankzij het koor De Stem des Volks ook vaak op de VARA-radio ten gehore gebracht. Tot in de jaren zeventig van de twintigste eeuw begon die omroep zijn uitzendingen met een van de socialistische strijdliederen.
Het lied werd in het begin van de twintigste eeuw gecomponeerd door Otto Willem de Nobel; de tekst is van Dirk Jelles Troelstra (broer van Pieter Jelles Troelstra). 

## Tekst
Morgenrood, uw heilig gloeien
Heeft ons steeds den dag gebracht
Breek toch door, o lichtvernieuwer,
In den groten volk'rennacht
Laat uw gloren hope geven
Hun die worst'len in den nacht
Geef hun moed in 't voorwaarts streven
Tot hun 't daglicht tegenlacht
Tot hun 't daglicht tegenlacht
Morgenrood, in worst'lend zwoegen
Hebben zij naar u gesmacht
En in de nachten, treurig duister,
Uw verlossend werk verwacht
Roze gloed kleurt reeds de wolken
D'ochtendwind ruist door de blaân
Weldra is voor alle volken
't Schitterend zonlicht opgegaan
't Schitterend zonlicht opgegaan